# Paedophryne amauensis
Paedophryne amauensis is een kikker uit de familie smalbekkikkers (Microhylidae). De wetenschappelijke naam van de soort werd voor het eerst geldig gepubliceerd door Eric N. Rittmeyer, Allen Allison, Michael C. Gründler, Derrick K. Thompson en Christopher C. Austin in 2012.

## Verspreidingsgebied
Paedophryne amauensis is een endemische soort in Papoea-Nieuw-Guinea.
Hij is vernoemd naar het dorp Amau, waar het holotype in 2012 is gevonden door een groep van biologen, waaronder Eric Rittmeyer.

## Kenmerken
De kikker is donker- tot roestbruin, met relatief lange benen, een korte brede kop en relatief grote ogen. De meeste vingers en tenen zijn gereduceerd tot stompjes; de eerste vingers en de eerste tenen bestaan nog slechts uit een kootje. De kikker is gevoelig voor uitdroging door zijn klein formaat en leeft daarom op de grond tussen vochtige bladeren in het tropisch bos. Hij is schemeractief en maakt vooral 's ochtends en 's avonds schrille geluiden. Het is de kleinste bekende amfibieënsoort, en het kleinste ontdekte gewervelde dier ter wereld - slechts 7 à 8 millimeter lang.